# Convento de Copacabana
El convento de los Agustinos Recoletos o de Copacabana, en la ciudad de Madrid, estuvo en los terrenos ocupados actualmente por la Biblioteca Nacional y el Museo Arqueológico Nacional, así como por diversas manzanas de viviendas. Dio nombre al paseo de Recoletos, denominación que hace referencia a los religiosos agustinos 'recoletos' antiguos dueños del convento y de los predios adyacentes. En el edificio fue enterrado el pintor Francisco de Zurbarán, pero sus restos se perdieron durante el derribo del convento.

## Historia

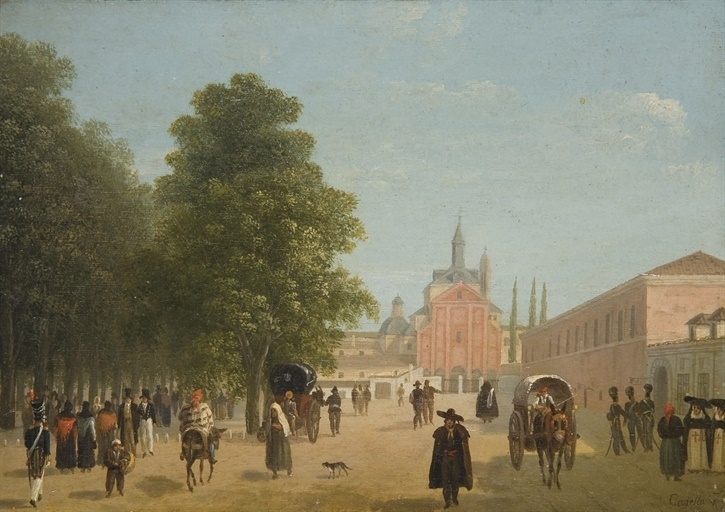
Giuseppe Canella: Vista del paseo de Recoletos con el convento de los Recoletos, hacia 1820, óleo sobre cobre.

El convento fue fundado en 1592 sobre unos terrenos de Prado Viejo que fueron cedidos por la princesa de Asculi, Francisca de Guzmán, a los agustinos recoletos o descalzos, orden de reciente creación tras su separación de los agustinos calzados. Éste fue el cuarto convento que los recoletos tuvieron en España.
En primer momento, los agustinos ocuparon las casas allí existentes. Más tarde, a principios del siglo XVII, comenzaron las obras del nuevo convento, que concluyeron en 1620.
Además de los terrenos cedidos por la fundadora, los monjes compraron a lo largo de la primera mitad del siglo huertas colindantes, ampliando notablemente la extensión del convento.
Las obras fueron encargadas a Luis de Valladolid aunque según algunos autores participaron en su diseño fray Juan de Nuestra Señora de la O y su hijo, fray Lorenzo de San Nicolás, ambos hermanos de la orden.

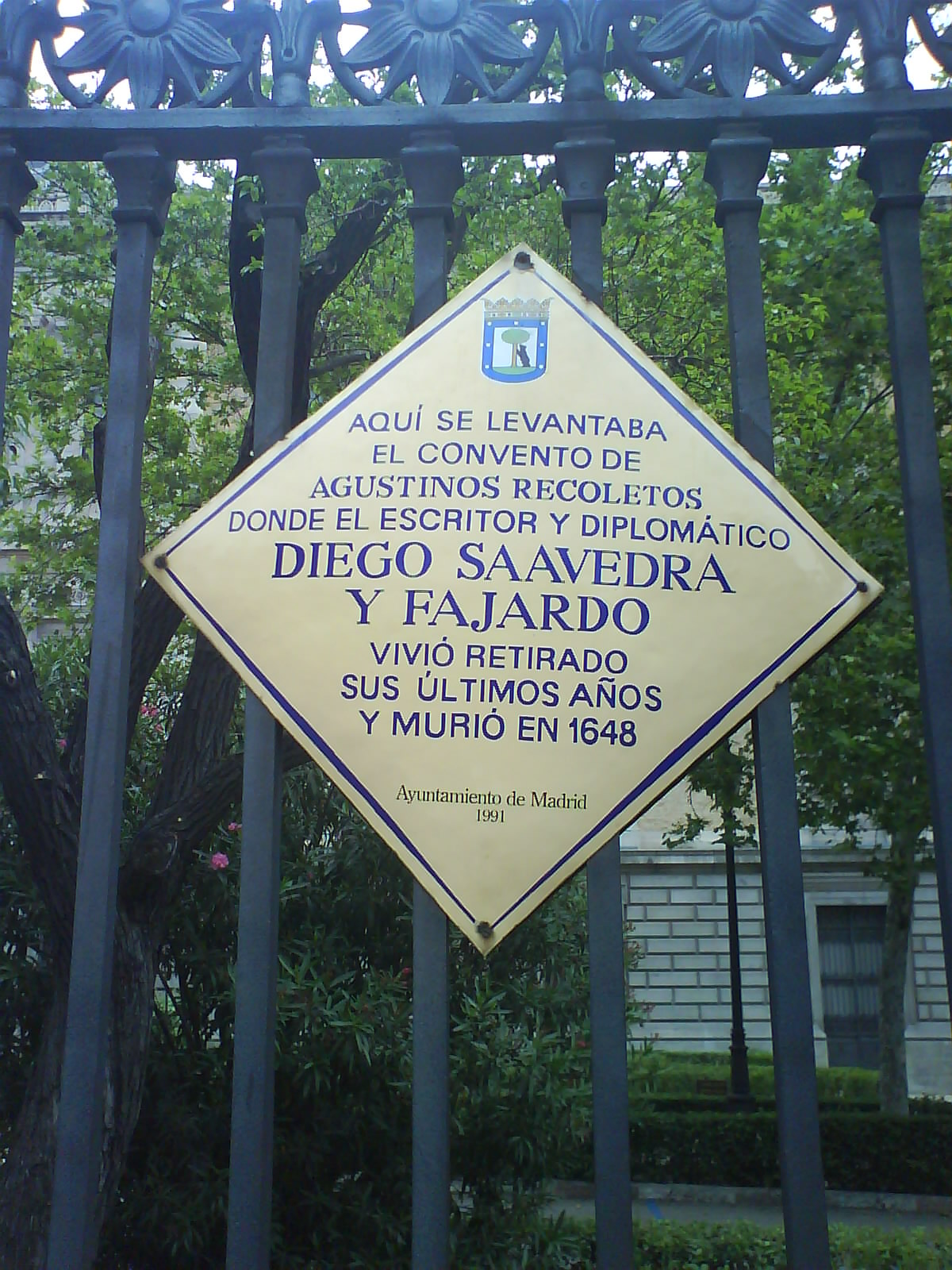
Placa en recuerdo al antiguo convento en la verja de la Biblioteca Nacional de España.

En 1837 los monjes fueron expulsados y el convento desamortizado. Fue el propio Mendizábal quien lo compró en pública subasta por 1.353.000 reales. Poco después fue derribado.

## Descripción

### El monasterio
Las dependencias conventuales, tales como refectorio, celdas, enfermería, etc. estaban distribuidas en torno a dos patios. A su alrededor se extendía la amplia zona de huertas.

### El templo
La fachada principal se estructuraba verticalmente en calles, correspondientes a los cinco arcos de medio punto que servían de acceso a la iglesia. Un frontón triangular con óculo central remataba el conjunto.
La iglesia presentaba la planta característica del barroco español: planta salón, de una sola nave con capillas laterales cerradas que conformaban espacios casi independientes del resto.
Entre ellas, hay que destacar la capilla de Nuestra Señora de Copacabana, que albergaba la imagen de la patrona de Perú traída por fray Miguel de Aguirre en noviembre de 1662. A diferencia del resto, no fue concebida con enterramiento para nobles, sino como un lugar de recogimiento para la comunidad. Llegó a tener tal importancia que acabó dando nombre al convento. El exterior de la capilla se decoró con pinturas de Herrera el Mozo, Sebastián de Llanos y Valdés y Juan de Arellano, y en el camarín de la Virgen obras de Lucas Jordán, El Greco y Luisa Roldán, La Roldana.
Otra de las capillas destacables es la de San Juan Bautista y San Francisco fundada el 3 de julio de 1638 bajo el patronato de Francisco de Sardaneta o Sardeneta, su hermana Juana y la mujer del primero, Francisca González. Esta capilla albergó desde 1647, por disposición testamentaria de su anterior propietario Juan Ramírez de Arellano, la popular imagen del Cristo del Desamparo de Alonso de Mena, por lo que se la conoció a partir de entonces como capilla del Cristo del Desamparo. En 1662 el patronato es comprado por el propio convento y en 1732 Luis de Antía Hurtaza y Sardeneta recompra para la familia el patronato de la misma. Esta capilla fue sede desde su fundación en 1658 hasta 1836 de la Pontificia, Real, Ilustre y Primitiva Archicofradía de Indignos Esclavos del Santísimo Cristo del Desamparo. Esta cofradía fue fundada por el fraile agustino recoleto y destacado arquitecto del siglo XVII, fray Lorenzo de San Nicolás.